# Манвелян, Микаэл Георгиевич
Микаэл Георгиевич Манвелян (арм. Միքայել Մանվելյան, 14 [26] февраля 1877, Ашагы-Айлис — 7 октября 1944, Ереван) — армянский советский писатель, драматург, актёр.

## Жизнь и творчество
Родился 26 февраля 1877 года в Тифлисе. Брат писателя и историка литературы Левона Манвеляна (1864—1919).
Литературной деятельностью Микаэл Манвелян занимался ещё до революции, с 1894 года, сценической деятельностью начал заниматься с 1895 года. Первый его сборник рассказов «Эскизы» («Эскизнер») был опубликован в 1903 году. Является автором пьес: «Поздно» (1905), «Заблудшие» (1909), «Паутина» (1910), «Вулкан» (1914), сказки-драмы «Хохот чертей» («Девери кркич», 1917). В своих произведениях Манвелян описывал трудную жизнь рабочих и крестьян, отразил классовую борьбу, среди них: «В черном городе» («Сев кахакум», 1903), «Вулкан» («Храбух», 1916), «Забастовка» («Горцадул», 1927). Позже были написаны другие рассказы и повести: «Жгучие воспоминания» («Айрох ушер», 1922), «Старый волк» («Цер гайлы», 1934), «Пробуждение» («Зартонк», 1939), «Пустыня расцветает» («Анапаты кцахки», 1933).
Микаэл Георгиевич учился в 1903—1905 годах на драматических курсах в Москве (педагог: Ираида Павловна Уманец-Райская). В Тифлисе с 1905 года Микаэл Манвелян был актёром Армянского драматического общества, сыграл более ста ролей. После установления советского строя в Грузии вступил в Государственную труппу им. Шаумяна, позже переехал с этой труппой в город Эривань. В Эривани Манвелян Микаэл Георгиевич был одним из основателей и ведущих актёров Ереванского государственного театра, на сцене которого сыграл роли: Никельман («Потонувший колокол» Гаупт-мана, 1922), Ранк («Нора», 1922), Тартюф (1924), Полоний («Гамлет», 1924), Слепой священник («Старые боги» Шанта), Чир («Любовь Яровая», 1927), Чеусов («Мятеж» по Фурманову, 1928), Юсов (1929), Костылёв («На дне», 1932), Мурад («На заре» Гулакяна, 1937) и другие. Лучшие роли Микаэла Георгиевича: Яго («Отелло» У. Шекспира) и Франц Моор («Разбойники» Ф. Шиллера).
С 1926 года Микаэл Георгиевич Манвелян снимался в кино, его роли: Мсто («Зарэ», 1926), Папа Римский («Всегда готов», короткометражный фильм, 1930), Тумо («Курды-езиды», 1932), Дворецкий («Храбрый Назар», короткометражный фильм, 1940).
Скончался 7 октября 1944 года в Ереване.